# Катена (библеистика)
Кате́ны (от лат. catenae patrum — «цепь, или вереница, отцов» ← лат. catena — «цепь;  непрерывный ряд») – выдержки из творений святых отцов христианской Церкви и других древних авторов как комментарии на определённый фрагмент Священного Писания.
Первые катены были составлены на греческом языке. Особенно важное значение имели комментарии филологической школы в Александрии. Первым составителем катен считается Прокопий Газский, деятельность которого относится к царствованию Юстиниана I; материалом для его катен были отцы церкви III — IV веков и ученые более раннего времени, Иосиф Флавий, Филон. Замечательны также труды Андрея Пресвитера  (конец VII - начало VIII века), Иоанна Друнгария (~ VII век), Михаила Пселла (XI век), Никиты митрополита Ираклийского (XI век), Николая Музалона (XII век), Неофита Евклеиста (XII в.), Макария Хризокефела (XIV век). Катены имеют громадное значение для библейских и богословских наук. Катены чаще всего свой материал почерпают из Оригена, Златоуста, Кирилла Александрийского, Иринея Лионского, Климента Александрийского и других.